# Xennella
Xennella är ett släkte av rundmaskar. Xennella ingår i familjen Xennellidae.
Xennella är enda släktet i familjen Xennellidae.
Kladogram enligt Catalogue of Life och Dyntaxa:
| Xennella | \| \| Xennella cephalata \| \| \| \| \| \| Xennella filicaudata \| \| \| \| \| \| Xennella suecica \| \| \| \| |
|          | \| \| Xennella cephalata \| \| \| \| \| \| Xennella filicaudata \| \| \| \| \| \| Xennella suecica \| \| \| \| |
|          | Xennella cephalata                                                                                             |
|          | |
|          | Xennella filicaudata                                                                                           |
|          | |
|          | Xennella suecica                                                                                               |
|          | |